# Ernst Delbrück
Ernst Delbrück (* 4. Juni 1858 in Bergen auf Rügen; † 30. März 1933) war ein deutscher Jurist. Er war von 1912 bis 1923 Präsident des Kaiserlichen Statistischen Amts bzw. des Statistischen Reichsamtes in Berlin.

## Leben
Er stammt aus der preußischen Delbrück-Familie von Gelehrten und Staatsdienern. Sein Vater war der Richter Berthold Delbrück und zu seinen Geschwistern gehörten der Historiker Hans Delbrück und der Chemiker Max Delbrück. Der Biophysiker und Nobelpreisträger Max Delbrück ist sein Neffe. Delbrück war evangelischer Konfession.
Er studierte Rechtswissenschaften in Tübingen, Leipzig und Berlin. Er war seit dem Sommersemester 1876 Mitglied der Studentenverbindung AV Igel Tübingen.
Von 1887 bis 1889 übte er eine Lehrtätigkeit in Tokio aus. Er war danach im Reichsamt des Innern tätig, wo er 1904 Vortragender Rat wurde, bis er 1912 die Leitung des Kaiserlichen Statistischen Amts übernahm.